# Lenguas mayábicas
Las lenguas mayabic, o mayi, son una pequeña familia de lenguas aborígenes australianas extintas de Queensland. Una vez fueron clasificados como lenguas pama, pero ahora se les considera una rama separada dentro de las lenguas pama-ñunganas nororientales.
Los idiomas son:
- Mayi-Kutuna, Mayi-Kulan (incl. Mayi-Thakurti, Mayi-Yapi), Ngawun (incl. Wunumara)

Según Dixon (2002), Wunumara pudo haber sido un dialecto de Ngawun o de Mayi-Kulan, que pudo haber sido un solo idioma. Bowern (2011 [2012]), however, lists all six of the above as separate languages.